# Nakajima Super Universal / Ki-6
El Nakajima Super Universal fue una versión licenciada del avión de transporte Fokker Super Universal , construido por la Compañía Aeronáutica Nakajima en los años 30. Fue construido inicialmente para uso civil y más tarde como avión militar. La versión militarizada fue usada tanto por el 
Ejército Imperial Japonés (Ki-6) como por la Armada Imperial Japonesa (C2N1/2) en diferentes cometidos, como evacuación médica, transporte, entrenamiento o reconocimiento, siendo muy utilizado en los teatros bélicos de Manchuria y China durante la segunda guerra sino-japonesa.

## Desarrollo y diseño
El Nakajima Super Universal nació del Fokker Super Universal , construido por la filial estadounidense de la compañía Fokker Atlantic-Fokker en 1927, siendo este una evolución de su exitoso Fokker F.10. El Super Universal era un poco más grande, y podía transportar seis pasajeros en lugar de cuatro y además, contaba con un motor más potente. Fue muy utilizado en los Estados Unidos por su versatilidad, e incluso el ejército se interesó, aunque no llegaron a ordenar ninguno; sin embargo, que tuvo más éxito con diversas compañías civiles extranjeras, en particular de Colombia, Argentina y Sudáfrica y fue construido bajo licencia por la filial canadiense de Vickers y a la compañía japonesa Nakajima Hikoki K.K..

## Historial de operaciones

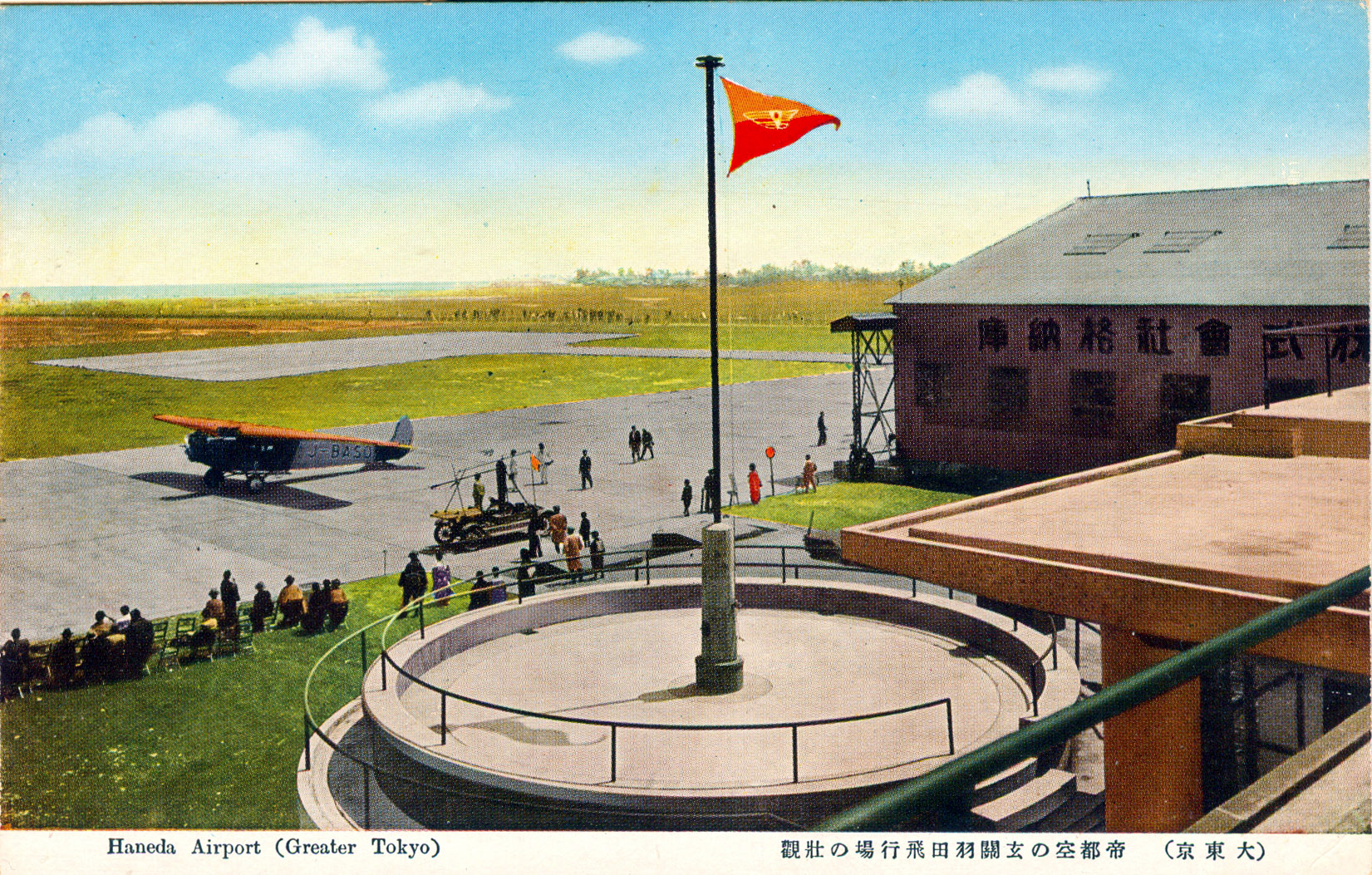
Aeródromo de Haneda (Gran Tokio) en sus inicios con el avión de pasajeros Nakajima Ki-6 en rodaje.

El primer Fokker Super Universal llegó a Japón desmontado, y fue ensamblado por Nakajima para la Nihon Kōkū Yusō K.K. , la aerolínea nacional del Imperio de Japón. Nakajima sustituyó el motor original de fabricación norteamericana por un Bristol Jupiter radial, de 336 kW, que también más tarde fue construido en Japón bajo licencia como el Nakajima Kotobuki (Ha-1) de 343 kW  y hélices de metálicas tripalas.  
Después de importar otros nueve ejemplares Nakajima comenzó a producir bajo licencia dicho tipo en septiembre de 1930, terminando el primero en marzo del año siguiente y construyendo en total entre 1932 y 1936 47 aparatos para uso civil, que fueron usados en líneas regulares durante varios años tanto por Transportes Aéreos Japoneses como por las Líneas Aéreas de Manchuria. Nakajima también cedió la licencia a su filial en Manchuria, Manshûkoku Hikoki Seizo que construyó 35 ejemplares del total.  
Dos ejemplares especialmente modificados como aviones sanitarios fueron donados al ejército japonés por suscripción pública, el primero en 1932 y el segundo (con el motor carenado) en 1938, estando ambos equipados para transportar a piloto, copiloto, un médico o enfermero, dos pacientes en camilla y otros dos sentados. 
La Marina Imperial Japonesa recibió entre 1933 y 1934 veinte Super Universal, a los que designó como Avión de Reconocimiento Naval Nakajima-Fokker, o C2N1, para usarlos desde bases en tierra en la metrópoli y en China, donde fueron empleados básicamente en misiones de enlace, transporte y entrenamiento de tripulaciones; algunos fueron modificados con flotadores, recibiendo la designación Hidroavion de reconocimiento Fokker de la Marina, o C2N2. Empleaban motores radiales Nakajima Kotobuki Ha-1 2 Kai1 de 460 hp sin carenar y hélices de madera bipalas de paso constante. La cabina de esta modificación era un metro más larga que la versión civil y estaban armados con una ametralladora de 7,7 mm en anillo dorsal.
La última versión del Super Universal producida en serie fue el Nakajima Ki-6 o Entrenador de Tripulaciones del Ejército Tipo 95-2. Impulsado por un motor radial Nakajima Kotobuki de 580 cv. En lo que fue la cabina de pasajeros había cuatro lugares de entrenamiento para cadetes de navegantes, operadores de radio, reconocimiento fotográfico y artilleros de vuelo y estaba dotado, al igual que el C2N1, con una  ametralladora Tipo 92 de 7,7 mm  en un puesto dorsal descubierto para entrenamiento de los artilleros. Empleaba carenajes para las ruedas del tren y a finales de 1935 este servicio había recibido 20 Ki-6 en total que, empleados en las escuelas básicas. Los Ki-6 no se usaron mucho en dichos cometidos, sino más como aviones de transporte y fueron dados de baja en 1941.

## Versiones
- Nakajima Super Universal

Transporte civil
- Ki-6 (Avión de entrenamiento del Ejército Tipo 95)

Transporte militar para la IJAAF
- C2N1 (Avión de reconocimiento basado en tierra de la Marina)

Transporte militar para la IJNAS
- C2N2 (Hidroavión de reconocimiento de la Marina)

Transporte militar para la IJNAS
- Manshū Super Universal

Transporte civil y militar construido en Manchuria

## Operadores

### Civiles
Japón
- Nihon Kōkū Yusō K.K., la aerolínea nacional del Imperio de Japón desde 1928 a 1938
- Dai Nippon Kōkū K.K., la aerolínea nacional del Imperio de Japón desde 1938 a 1945

 Manchukuo
- Manshū Kōkū K.G.

### Militares
- Fuerza Aérea del Ejército Imperial Japonés
- Servicio Aéreo de la Armada Imperial Japonesa
- Fuerza Aérea de Manchukuo

## Especificaciones técnicas (Ki-6)
Referencia datos: Japanese AIrcraft, 1910-1941

### Características generales
- Tripulación: 2
- Capacidad: 6
- Longitud: 11,25 m
- Envergadura: 15,44 m
- Altura: 2,79 m
- Superficie alar: 37,37 m²
- Peso vacío: 1.640 kg
- Peso cargado: 2.810 kg
- Planta motriz: 1× motor radial refrigerado por aire Nakajima Kotobuki (Ha-1).
  - Potencia: 336 kW (450 HP; 456 CV)
- Hélices: 1× bipala por motor.

### Rendimiento
- Velocidad nunca excedida (Vne): 242 km/h
- Velocidad crucero (Vc): 171 km/h
- Alcance: 1.030 km
- Techo de vuelo: 6.000 m
- Régimen de ascenso: 234 m/min

### Armamento
- Ametralladoras: 1× Tipo 92 de 7,7 mm

### Desarrollos relacionados
- Fokker Super Universal

### Listas relacionadas
- Anexo:Aviones del Ejército Imperial Japonés
- Anexo:Aviones de la Armada Imperial Japonesa